# Егофутуризм

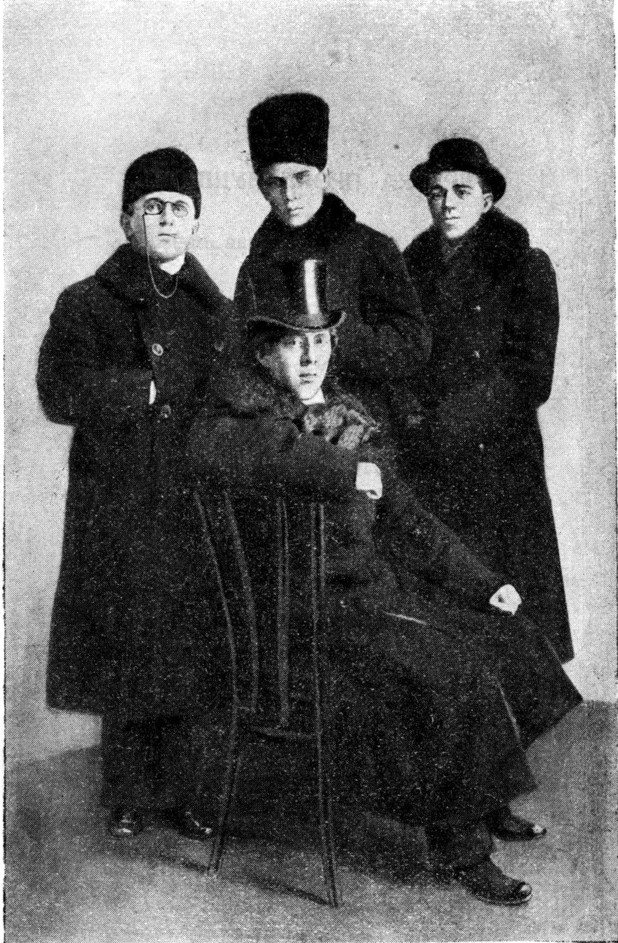
Ареопаг асоціації Его-Футуризм. Сидить Іван Ігнатьєв. Стоять: Дмитро Крючков, Василіск Гнєдов і Павло Широков

Егофутуризм (від дав.-гр. Εγώ — «я», лат. futurum - майбутнє ) — російська літературна течія 1910-х рр., що розвинулась у рамках футуризму. Крім загального футуристичного письма для егофутуризму характерно культивування рафінованості відчуттів, використання нових іншомовних слів, показне себелюбство.

## Історія
У 1909 р. навколо Ігоря Сєверяніна створився гурток петербурзьких поетів, у 1911 р. прийняв назву «Ego», у тому ж році І. Сєверянін самостійно видав і розіслав у контори газет невелику брошуру під назвою «Пролог (Егофутуризм)». 

### Перші кроки
Крім Сєверяніна у групу ввійшли поети Костянтин Олімпов, Георгій Іванов, Стефан Петров (Грааль-Арельський), Павло Кокорін, Павло Широков, Іван Лукаш та інші. Всі разом вони засновують товариство егофутуристів, видають кілька листівок та маніфестів, сформульованих у вкрай абстрактних і езотеричних виразах (наприклад, «Призма стилю — реставрація спектру думки»); провісниками егофутуристів були проголошені такі поети «старої школи» як Мірра Лохвицька і батько Олімпова Костянтин Фофанов. Свої вірші учасники групи називали «поези». Перший колектив егофутуристів незабаром розпадається. Восени 1912 року Ігор Северянин відокремився від групи, швидко набираючи популярність серед російських письменників-символістів, а пізніше й широкої публіки.

### Інтуїтивна Асоціація
Організацію й пропагування егофутуризму взяв на себе 20-річний поет Іван Ігнатьєв, заснував «Інтуїтивну Асоціацію». Ігнатьєв діяльно взявся за справу: писав рецензії, вірші, теорію егофутуризму. Крім того у 1912 році він заснував перше егофутуристичне видавництво «Петербурзький глашатай», яке видало перші книги Рюріка Івнева, Вадима Шершеневича, Василіска Гнідого, Грааль-Арельского і самого Ігнатьєва. Егофутуристи друкувалися також у газетах «Дачниця» і «Нижегородец». Ідеологом руху був художник та поет Ст. Л. Зак, опублікований під псевдонімом Хрисанф.

### Егофутуристи та будетляни
У перші роки егофутуризм протиставлявся кубофутуризму (будетлянтству) за регіональною (Петербург і Москва) і стилістичною ознакою. У 1914 році відбувся перший спільний виступ егофутуристів та будетлян у Криму; на початку цього року Сєверянин короткочасно виступає із кубофутуристами («Перший журнал російських футуристів»), але потім рішуче відмежовується від них. Після самогубства Ігнатьєва «Петербурзький вісник» припиняє своє існування. Основними егофутуристичними видавництвами стають московський «Мезонін поезії» Вадима Шершеневича та петроградський «Зачарований мандрівник» Віктора Ховина.

### «Абатство гаеров», «Кільце поетів їм. К. М. Фофанова»
На думку дослідника російського авангарду Андрія Крусанова спробу продовжити традиції егофутуризму зробили на початку 1920-х рр. учасники петроградських літературних груп «Абатство гаеров» і «Кільце поетів їм. К. М. Фофанова». Якщо «Абатство гаеров» було просто гуртком, що об'єднав молодих поетів Костянтина Вагінова, братів Володимира і Бориса Смиренських, К. Маньківського і К. Олімпова, про його діяльність мало що відомо, то створене в 1921 р. «Кільце поетів» (В. і Б. Смиренські, К. Вагінов, К. Олімпов, Грааль-Арельський, Д. Дорін, Олександр Ізмайлов) намагалось організовувати гучні виступи, анонсувало широку видавничу програму, але було закрите за розпорядженням петроградського ЧК 25 вересня 1922 р.

### Егофутуризм як явище
Егофутуризм був короткочасним та нерівним явищем. Велика частина уваги критики і публіки була перенесена на Ігоря Сєверяніна, який досить рано відсторонився від колективної політики егофутуристів, а після революції повністю змінив стиль своєї поезії. Більшість егофутуристів або швидко вичерпували стиль й переходили в інші жанри, або незабаром зовсім залишали літературу. Имажинізм 1920-х рр. багато в чому був підготовлений поетами-егофутуристами.
Ігор Северянин емігрував після революції в Естонію, багато що залишилися в Росії егофутуристи були репресовані (Василіск Гнєдов, Костянтин Олімпов, Грааль-Арельський та ін).

## Поети- егофутуристи
- Ігор Северянин (засновник)
- Сергій Алімов
- Вадим Баян
- Василіск Гнєдов
- Грааль-Арельський
- Георгій Іванов
- Рюрік Івнєв
- Іван Ігнатьєв
- Павло Кокорін
- Дмитро Крючков
- Іван Лукаш
- Костянтин Олімпов
- Георгій Шенгелі
- Вадим Шершеневич
- Павло Широков
- Маяковський Володимир Володимирович